# 刘套站
刘套站是一个陇海线上的铁路车站，位于安徽省萧县刘套镇，建于1915年，目前为四等站，邮政编码为235222。目前客运：办理旅客乘降；不办理行李、包裹托运；不办理货运营业。